# Hügelgräberheide Halle-Hesingen
Die Hügelgräberheide Halle-Hesingen liegt südlich der Ortschaft Hesingen in der Gemeinde Halle der Samtgemeinde Uelsen im Landkreis Grafschaft Bentheim.
Das Gebiet, in dem sich 14 Hügelgräber und Reste von Wölbäckern befinden, wurde 1984 von der Bezirksregierung Weser-Ems unter Naturschutz gestellt.

## Natur
Neben der kulturhistorischen Bedeutung liegt auch eine Schutzwürdigkeit aus naturschutzfachlicher Sicht vor, da die hier vorhandenen Pflanzengesellschaften, vornehmlich trockene Sandheiden und Stieleichen-Birkenwälder, immer seltener werden. Diese Pflanzengesellschaften zu schützen und als Lebensraum schutzbedürftiger Arten und Lebensgemeinschaften zu entwickeln, ist der Zweck der Unterschutzstellung.

## Andere Schutzgebiete
Das Gebiet ist auch als FFH-Gebiet 172 ausgewiesen. Im Süden grenzt unmittelbar ein Heidegebiet an, das zum niederländischen Naturreservat Het Springendal gehört.